# Patrick Joseph Sheehan
Patrick Joseph Sheehan (* 1. März 1933 in Goleen, County Cork, Irland; † 10. August 2020 in Cork, Irland) war ein irischer Politiker der Fine Gael.

## Biografie
Sheehan arbeitete als Landwirt und als Auktionator und baute sich so ein umfangreiches Netzwerk auf. 1967 wurde er in den Cork County Council gewählt. Bei den Wahlen 1981 im Wahlkreis Cork South-West konnte er dann für die Fine Gael genügend Stimmen erreichen und zog als Teachta Dála in den Dáil Éireann ein. Bei den nachfolgenden Wahlen konnte er seinen Sitz bis einschließlich den Wahlen 1997 verteidigen. Dann verlor er den Sitz bei den Wahlen 2002. Dennoch konnte er ihn im Alter von 74 Jahren in den Wahlen 2007 zurückerobern. Nach der Legislaturperiode schied er aus der Politik aus. Bei den Wahlen 2011 trat er nicht mehr an.
P. J. Sheehan war mit Frances Collins († 2020) seit 1961 und hatte mit ihr vier Kinder.

## Quelle
- Eintrag auf der Homepage des Oireachtas